# Björn Kircheisen
Björn Kircheisen (Erlabrunn, 6 augustus 1983) is een Duits noordse combinatieskiër. Hij is zesvoudige wereldkampioen bij de junioren en veroverde bij de Olympische Winterspelen in 2002 en 2006 zilver met Duitsland in de teamcompetitie, in 2010 behaalde hij op dat onderdeel een bronzen medaille.
Kircheisen behaalde tot nu toe in zijn carrière 17 wereldbekeroverwinningen (einde seizoen 2017/2018).

## Resultaten

### Olympische Winterspelen
| Jaar | Plaats         | Resultaten                                   |
| ---- | -------------- | -------------------------------------------- |
| 2002 | Salt Lake City | 5e 15 km Gundersen · 9e 7,5 km sprint · Team |
| 2006 | Turijn         | 7e 15 km Gundersen · 7e 7,5 km sprint · Team |
| 2010 | Vancouver      | 20e Gundersen LH · 22e Gundersen NH · Team   |
| 2014 | Sotsji         | 4e Gundersen LH · Team                       |

### Wereldkampioenschappen
| Jaar | Plaats        | Resultaten                                              |
| ---- | ------------- | ------------------------------------------------------- |
| 2003 | Val di Fiemme | 7e 15 km Gundersen · 17e 7,5 km sprint · Team           |
| 2005 | Oberstdorf    | 15 km Gundersen · 4e 7,5 km sprint · Team               |
| 2007 | Sapporo       | 7e 15 km Gundersen · 7,5 km sprint · Team               |
| 2009 | Liberec       | 26e Massastart · 45e Gundersen NH · Gundersen LH · Team |
| 2011 | Oslo          | 28e Gundersen NH · Team NH · Team LH                    |
| 2013 | Val di Fiemme | Gundersen NH · 14e Gundersen LH · 6e Team               |
| 2015 | Falun         | 23e Gundersen LH                                        |
| 2017 | Lahti         | Gundersen NH · 16e Gundersen LH · Team                  |

### Wereldkampioenschappen junioren
| Jaar | Plaats    | Resultaten                            |
| ---- | --------- | ------------------------------------- |
| 2001 | Karpacz   | 5e Individuele Gundersen · Team       |
| 2002 | Schonach  | Individuele Gundersen · Team          |
| 2003 | Solleftea | Individuele Gundersen · Sprint · Team |

### Wereldbeker
Eindklasseringen
| Seizoen   | Plaats |
| --------- | ------ |
| 2000/2001 | 50e    |
| 2001/2002 | 14e    |
| 2002/2003 | Brons  |
| 2003/2004 | 39e    |
| 2004/2005 | 6e     |
| 2005/2006 | Brons  |
| 2006/2007 | 6e     |
| 2007/2008 | 8e     |
| 2008/2009 | 4e     |
| 2009/2010 | 10e    |
| 2010/2011 | 7e     |
| 2011/2012 | 5e     |
| 2012/2013 | 11e    |
| 2013/2014 | 12e    |
| 2014/2015 | 23e    |
| 2015/2016 | 27e    |
| 2016/2017 | 5e     |
| 2017/2018 | 23e    |

Wereldbekerzeges
| Datum            | Plaats        | Onderdeel       |
| ---------------- | ------------- | --------------- |
| 6 december 2002  | Trondheim     | 7,5 km Sprint   |
| 7 december 2002  | Trondheim     | 15 km Gundersen |
| 8 december 2002  | Trondheim     | 7,5 km Sprint   |
| 5 maart 2005     | Lahti         | 15 km Gundersen |
| 5 maart 2006     | Lahti         | 7,5 km Sprint   |
| 12 maart 2006    | Oslo          | 7,5 km Sprint   |
| 4 februari 2007  | Zakopane      | 7,5 km Sprint   |
| 10 maart 2007    | Lahti         | 7,5 km Sprint   |
| 15 december 2007 | Ramsau        | Massastart      |
| 16 december 2007 | Ramsau        | 7,5 km Sprint   |
| 21 december 2008 | Ramsau        | 15 km Gundersen |
| 10 januari 2009  | Val di Fiemme | Massastart      |
| 20 december 2009 | Ramsau        | 10 km Gundersen |
| 11 maart 2011    | Lahti         | 10 km Gundersen |
| 9 februari 2013  | Almaty        | 10 km Gundersen |
| 10 februari 2017 | Sapporo       | 10 km Gundersen |